# Клавдія Джонс
Клаудія Віра Джонс (англ. Claudia Vera Jones, при народженні Камбербетч; 21 лютого 1915 — 24 грудня 1964) — американська та британська журналістка та активістка. Уродженка Тринідаду і Тобаго, в дитинстві переїхала з родиною до США, де стала комуністичною активісткою, феміністкою та чорною націоналісткою. У 1955 році депортована до Великої Британії. Була членкинею Комуністичної партії Великої Британії. У 1958 році заснувала першу велику британську газету для темношкірих, West Indian Gazette, і відіграла центральну роль у заснуванні Ноттінг-Гіллського карнавалу, другого за величиною щорічного карнавалу у світі.

## Юність
Клаудія Віра Камбербетч народилася 21 лютого 1915 року в Белмонті, передмісті Порт-оф-Спейна на Тринідаді, який тоді був колонією Британської імперії. Коли їй було 8, її родина емігрувала до Нью-Йорка. Мати померла через п'ять років. У школі Камбербетч отримала нагороду Теодора Рузвельта за добросовісне громадянство. У 1932 році вона захворіла на туберкульоз. Хвороба завдала непоправної шкоди її легеням, що призвело до частого перебування в лікарнях протягом усього життя.

## Кар'єра в США
Попри те, що вона була успішною в навчанні, її соціальний стан жінки-іммігрантки серйозно обмежував вибір професії. Замість навчання в коледжі вона почала працювати в пральні, а згодом знайшла іншу дрібну роботу в Гарлемі. У цей час вона приєдналася до драматичної групи та почала писати колонку під назвою «Коментарі Клаудії» для гарлемського журналу.
У 1936 році, намагаючись знайти організації, вона вступила до Ліги молодих комуністів США (YCL), яку згодом очолила. У 1937 році приєдналася до редакції Daily Worker, посівши у 1938 році посаду редакторки Weekly Review. Після того, як Ліга молодих комуністів стала називатися Американська молодь за демократію під час Другої світової війни, Джонс стала редакторкою її щомісячного журналу Spotlight. Після війни Джонс стала виконавчою секретаркою Національної жіночої комісії, секретаркою Жіночої комісії Комуністичної партії США (CPUSA), а в 1952 році зайняла ту ж посаду в Національній раді миру. У 1953 році вона очолила редакцію журналу Negro Affairs.

### Лідерка темношкірих феміністок у Комуністичній партії
Як членктня Комуністичної партії США та чорношкіра націоналістка і феміністка, Джонс зосереджувалася на створенні «антиімперіалістичної коаліції, керованої керівництвом робітничого класу, що живиться залученням жінок».
Джонс зосередилася на збільшенні підтримки партією чорних і білих жінок. Вона виступала за програми професійної підготовки, рівну оплату за рівну працю, державний контроль над цінами на продукти харчування та фінансування програм догляду за дітьми під час війни. Джонс підтримала підкомітет для вирішення «жіночого питання». Вона наполягала на розвитку в партії теоретичної підготовки жінок, організації жінок у масові організації, денних занять для жінок і фондів «няньки», щоб забезпечити активність жінок.

### «Кінець ігноруванню проблем негритянської жінки!»
Найвідоміший твір Джонс «Кінець ігноруванню проблем негритянської жінки!» опубліковано в 1949 році в журналі Political Affairs.

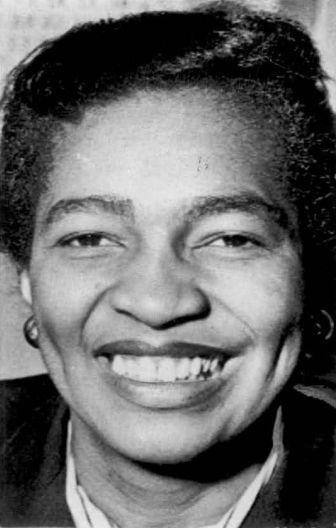
Клавдія в 1950-х роках

## Депортація
Обрана членкинею Національного комітету Комуністичної партії США, Джонс організовувала заходи та виступала на них. Через її членство в Комуністичній партії та різноманітну пов'язану з нею діяльність у 1948 році її заарештували та засудили до першого з чотирьох термінів ув'язнення. Вона була ув'язнена на острові Елліс і їй загрожувала депортація до Тринідаду.
Після слухання Службою імміграції та натуралізації її визнали порушницею закону МакКарана за те, що вона була негромадянкою США, яка приєдналася до Комуністичної партії. Кілька свідків засвідчили її роль у партійній діяльності, і вона назвала себе членкинею партії з 1936 року. 21 грудня 1950 року її наказали депортувати.
У 1951 році у в'язниці пережила перший серцевий напад. Того ж року засуджена разом з 11 іншими, включаючи її подругу Елізабет Герлі Флінн, за «неамериканську діяльність» відповідно до закону Сміта. Звинувачення проти Джонс стосувалися статті, яку вона написала для журналу Political Affairs, під назвою «Жінки в боротьбі за мир і безпеку». Верховний Суд відмовився розглядати їхню апеляцію. У 1955 році Джонс отримала покарання у вигляді року й одного дня у Федеральному виправному закладі для жінок в Олдерсоні (Західна Вірджинія). Звільнена 23 жовтня 1955 року.
Їй було відмовлено у в'їзді до Тринідаду і Тобаго, частково через те, що губернатор колонії сер Г'юберт Елвін Ренс вважав, що «вона може стати проблемою». Зрештою їй запропонували дозвіл на проживання у Сполученому Королівстві з гуманітарних міркувань, і федеральна влада погодилася на це. 7 грудня 1955 року в гарлемському готелі Theresa 350 людей організували їй проводи.

## У Великій Британії
Джонс прибула до Лондона через два тижні. Після її прибуття Комуністична партія Великої Британії послала кількох карибських комуністів привітати її. Серед них були Біллі Страчан, Вінстон Піндер і її двоюрідний брат Тревор Картер. Однак згодом вона з розчаруванням виявила, що багато британських комуністів вороже ставляться до чорношкірої жінки. Вона приєдналася до CPGB відразу після прибуття до Британії і залишалася в партії до самої смерті.

### Активізм
Клавдія Джонс взяла участь у британській афро-карибській спільноті, щоб організувати як доступ до базових зручностей, так і ранній рух за рівні права.
Підтримуючи свого двоюрідного брата Тревора Картера та своїх друзів Надію Кеттуз, Емі Ешвуд Гарві, Беріл МакБерні, Перл Прескод і свого наставника Пола Робсона, Джонс виступала проти расизму в сфері житла, освіти та зайнятості. Вона виступала на мирних мітингах і конгресі профспілок, а також відвідала Японію, Росію та Китай, де зустрілася з Мао Цзедуном.
На початку 1960-х років її здоров'я погіршилося, Джонс допомогла організувати кампанії проти законопроєкту про іммігрантів Співдружності (прийнятий у квітні 1962 року), який ускладнив міграцію до Британії для небілих. Вона також виступала за звільнення Нельсона Мандели та виступала проти расизму на роботі.

### West Indian Gazette та Afro-Asian Caribbean News, 1958
У березні 1958 року у Брікстоні вона заснувала, а згодом стала редакторкою West Indian Gazette, як потім називалася West Indian Gazette and Afro-Asian Caribbean News. Газета стала ключовим фактором підвищення свідомості серед чорношкірої британської спільноти.
Після смерті Джонс в грудні 1964 року WIG, який завжди був обмежений у готівці, припинив роботу через вісім місяців і чотири видання.

### Заворушення в Ноттінг-Гілл і «Карибський карнавал»
У серпні 1958 року, через чотири місяці після запуску WIG, відбулися расові заворушення в Ноттінг-Гіллі, а також подібні попередні заворушення в Робін Гуд Чейз, Ноттінгем. З огляду на расистський аналіз цих подій існуючими щоденними газетами, Джонс почали відвідувати члени чорношкірої британської громади, а також різні національні лідери, які реагували на занепокоєння своїх громадян, у тому числі Чедді Джаган з Британської Гвіани, Норман Менлі з Ямайки, Ерік Вільямс з Тринідаду і Тобаго, а також Філліс Шанд Олфрі та Карл Ла Корбіньєр з Федерації Вест-Індії.
У результаті Клаудія визначила необхідність «змити смак Ноттінг Гілла та Ноттінгема з рота». Було запропоновано, щоб британська чорношкіра спільнота мала провести карнавал; це був грудень 1958 року, тому наступне питання було: «Взимку?». Джонс використала свої зв'язки, щоб отримати використання ратуші Сент-Панкраса в січні 1959 року для першого карнавалу в Марді-Гра, режисером якого був Едрік Коннор і з Boscoe Holder Dance Troupe, джазовим гітаристом Фіцроєм Коулманом і співачкою Клео Лейн як гедлайнери; подія транслювалася по національному телебаченню BBC. Ці ранні святкування були уособленими гаслом: «Мистецтво народу є джерелом його свободи».

## Смерть

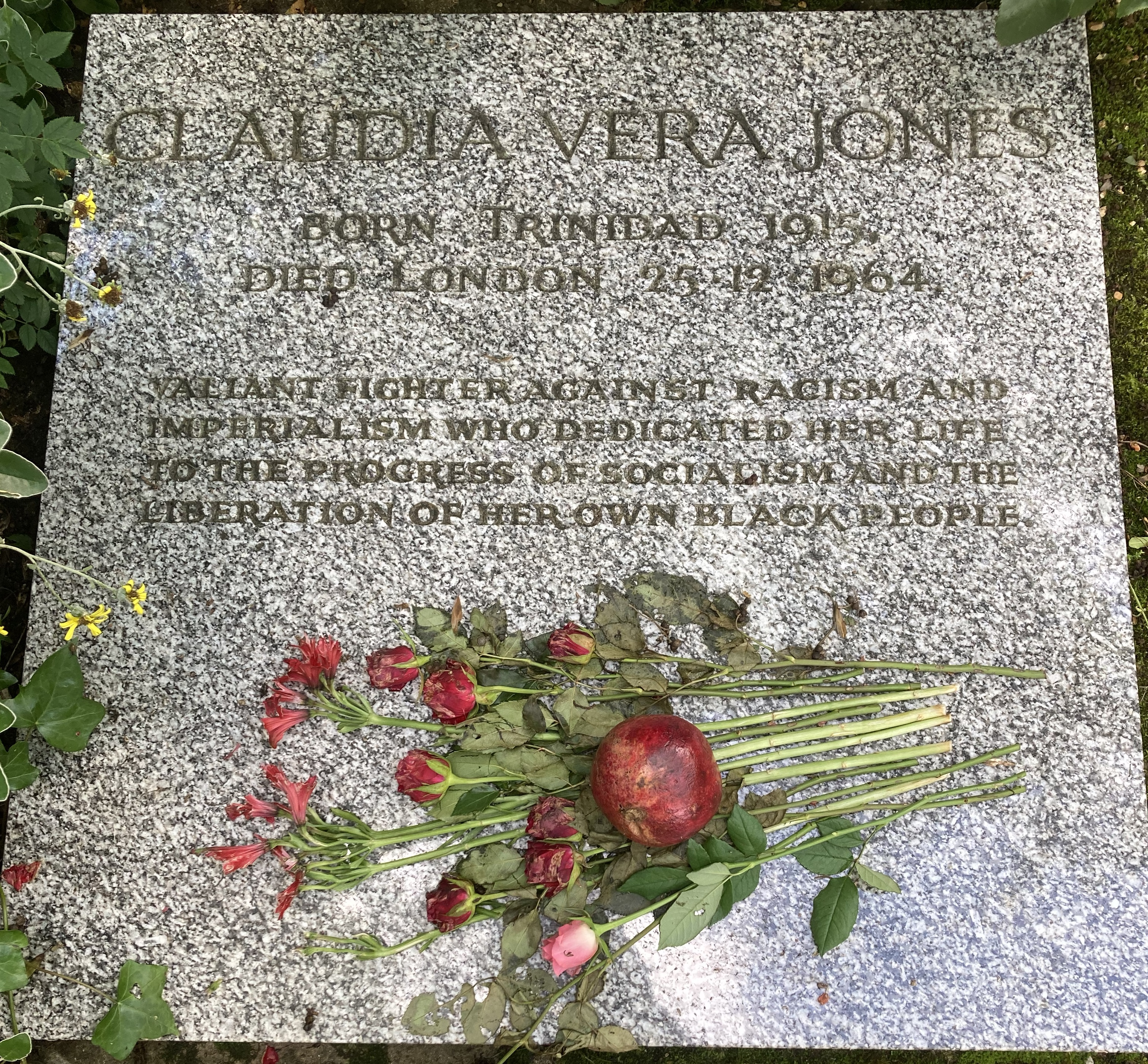
Могила Джонс на Гайгейтському кладовищі

Джонс померла в Лондоні напередодні Різдва 1964 року у віці 49 років і була знайдена на Різдво у своїй квартирі. Посмертна експертиза заявила, що вона перенесла обширний серцевий напад через хворобу серця та туберкульоз.

## Спадщина і вплив
Рада темношкірих членів Національної спілки журналістів проводить престижну щорічну лекцію пам'яті Клаудії Джонс щороку в жовтні під час Місяця чорної історії, щоб вшанувати Джонс і відзначити її внесок у чорну британську журналістику.
Організація Клаудії Джонс була заснована в Лондоні в 1982 році Іветтою Томас та іншими для підтримки та розширення можливостей жінок і сімей афро-карибського походження.

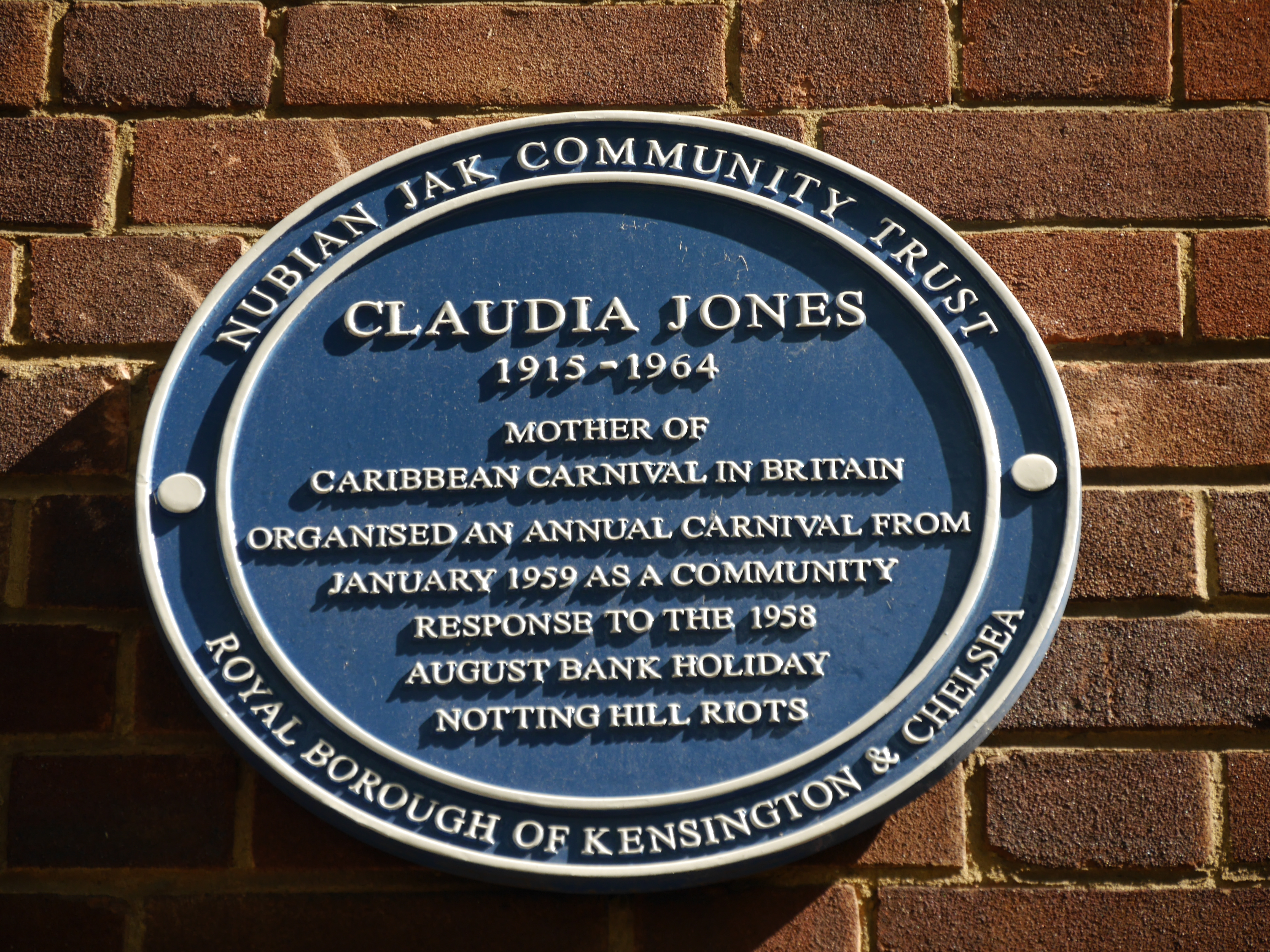
Блакитна дошка, встановлена на честь Джонс, Ноттінг-Гілл

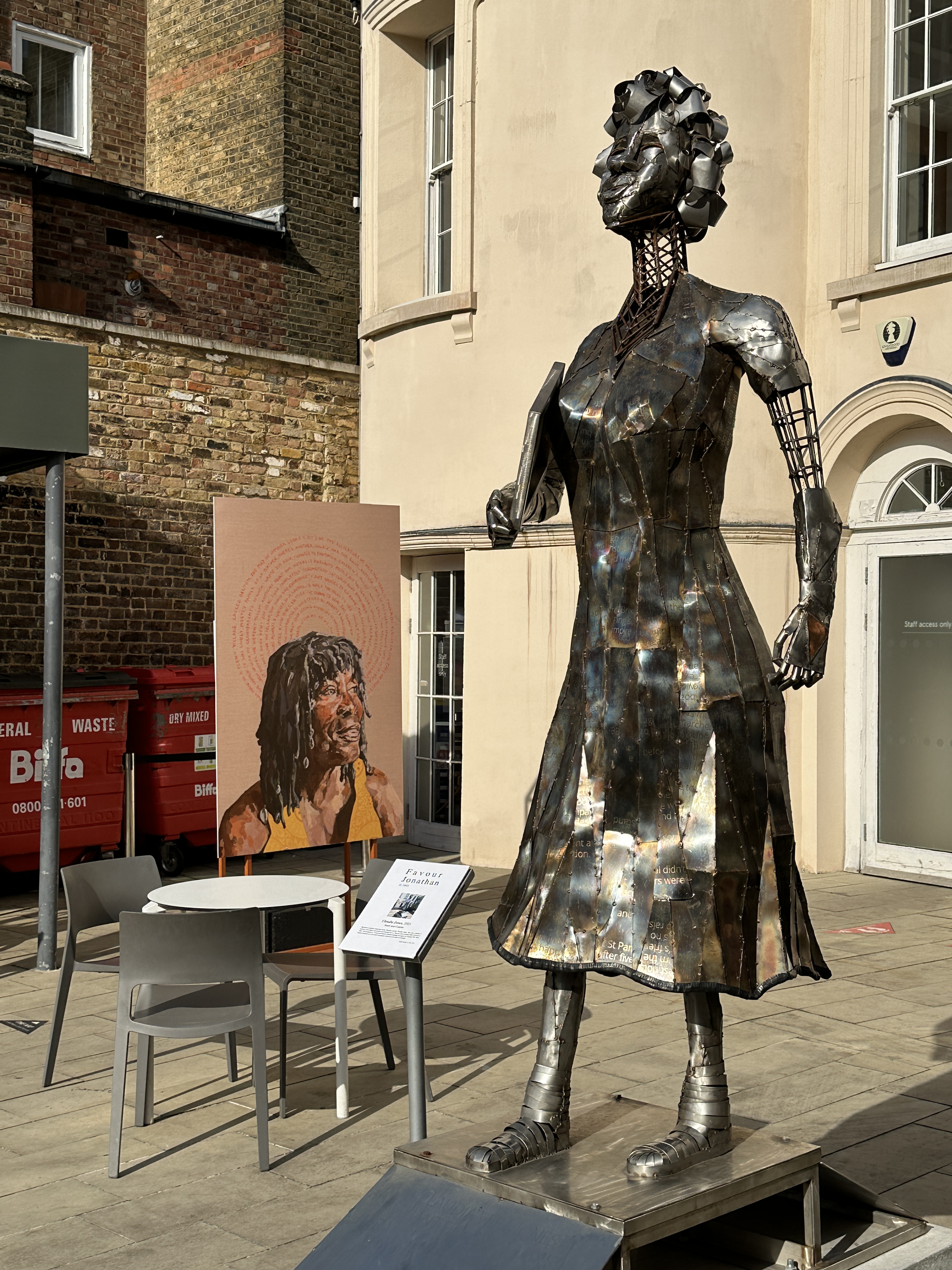
Клавдія Джонс, Фавор Джонатан, Black Cultural Archives, Брікстон

П'єса Вінсома Піннока «Скеля у воді» 1989 року була натхненна життям Клавдії Джонс.
Джонс увійшла до списку 100 великих чорношкірих британців (2003 і 2020) і в книгу 2020 року.
У серпні 2008 року на розі Тавісток-роуд і Портобелло-роуд була відкрита синя меморіальна дошка в пам'ять Клавдії Джонс як «Матері Карибського карнавалу в Британії».
У жовтні 2008 року британська Королівська пошта вшанувала Джонс спеціальною поштовою маркою.
У 2018 році газета Evening Standard включила Джонс до списку 14 «надихаючих темношкірих британських жінок за всю історію» (поряд із Філліс Вітлі, Мері Сікол, Аделаїда Голл, Маргарет Басбі, Олів Морріс, Конні Марк, Джоан Арматрейдінг, Тессою Сандерсон, Дорін Лоуренс, Меггі Адерін-Покок, Шерон Вайт, Мелорі Блекмен, Даян Ебботт і Зейді Сміт).
Журнал Bustle включив Джонс до списку «7 темношкірих британських жінок за всю історію, які заслуговують бути іменами в сім'ї в 2019 році» разом із Мері Прінс, Евелін Дав, Олів Морріс, Маргарет Басбі, Оліветт Отеле та Ширлі Томпсон.